# Staffanstorp (gemeente)
Staffanstorp is een gemeente in Skåne in Zweden. De gemeente behoort tot de provincie Skåne län. Ze heeft een totale oppervlakte van 107,9 km² en telde 20.394 inwoners in 2004.

## Plaatsen
| # | Plaats                | Inwoneraantal |
| - | --------------------- | ------------- |
| 1 | Staffanstorp (plaats) | 13 783        |
| 2 | Hjärup                | 4 987         |
| 3 | Kyrkheddinge          | 251           |
| 4 | Bergströmshusen       | 182           |
| 5 | Beden                 | 123           |
| 6 | Grevie (Staffanstorp) | 96            |
| 7 | Flackarps mölla       | 93            |

Ängelholm · Åstorp · Båstad · Bjuv · Bromölla · Burlöv · Eslöv · Hässleholm · Helsingborg · Höganäs · Höör · Hörby · Kävlinge · Klippan · Kristianstad · Landskrona · Lomma · Lund · Malmö · Örkelljunga · Osby · Östra Göinge · Perstorp · Simrishamn · Sjöbo · Skurup · Staffanstorp · Svalöv · Svedala · Tomelilla · Trelleborg · Vellinge · Ystad